# Straumsfjord
Straumfjord was een Vikingnederzetting op het Amerikaanse continent in de 11e eeuw.
De IJslandse ontdekkings- en handelsreiziger Thorfinn Karlsefni organiseerde in 1009 een expeditie naar Amerika, nadat hij in Groenland de verhalen van Leif Eriksson over dit nieuwe land had gehoord. Met drie schepen en 160 kolonisten voer hij langs Helluland en Markland. In een baai gingen de Vikingen aan wal, waar het Straumsfjord-kampement werd gesticht. Hier kon volop worden gejaagd en gevist. Ook waren er wilde tarwe en druiven te vinden.
De winter bleek veel strenger dan verwacht en het volgende voorjaar voer men verder naar het zuiden. Aan een rivier werd hier de nederzetting Hóp gesticht. Het jaar daarop werd er handel gedreven met de inheemse Indianen, door de Vikingen Skraelingen genoemd. Dit ging een tijdje goed, maar uiteindelijk werden de Vikingen door de Indianen aangevallen en moest Hóp verlaten worden. De expeditie keerde terug naar Straumsfjord, en uiteindelijk zelfs terug naar Groenland.